# アクトール
アクトール（古希: Ἄκτωρ, Aktōr）は、ギリシア神話の人物である。長音を省略してアクトルとも表記される。同名の人物が多数知られており、代表的な人物として、
- ミュルミドーンの子
- アルキュオネーの子
- デーイオーンの子
- ポルバースの子
- アカストスの子
- アゼオスの子
- オイノプスの子
- アイネイアースの部下

のほか多くの人物が知られている。以下に説明する。

## ミュルミドーンの子
このアクトールは、プティーアーの王ミュルミドーンとアイオロスの娘ペイシディケーの子で、アンティポス、エリュシクトーン、エウポレメイア、ヒスキュラと兄弟。河神アーソーポスの娘アイギーナとの間に、メノイティオス、イーロスあるいはエウリュティオーンをもうけた。
アクトールの名前はプティーアー王家の系譜に現れるが、この人物がメノイティオスの父アクトールであるかどうかについては曖昧である。また一般的にメノイティオスはロクリス地方のオプースと結びついている。シケリアのディオドーロスによると、アクトールはプティーアーの王であり、ペーレウスがポーコス殺しの罪で亡命してくると、彼の罪を浄めた。またアクトールには男子がいなかったため、ペーレウスに王権を継がせたという。しかしディオドーロスは他の箇所ではアクトールに息子メノイティオスがいたと述べている。アポロドーロスでは、ペーレウスが亡命したときのプティーアーの王は息子のエウリュティオーンとなっている。

## アルキュオネーの子
このアクトールは、巨人アトラースとプレーイオネーの娘アルキュオネー（プレイアデスの1人）とポセイドーンの子で、アイトゥーサ、ヒュリエウス、ヒュペレーノール、エポーペウス、ベーロス、ヒュペレース、アンタースと兄弟。

## デーイオーンの子
このアクトールは、ポーキス地方の王デーイオーンとクスートスの娘ディオメーデーの子で、アステロディアー、アイネトス、ピュラコス、ケパロス、ニーソスと兄弟。ヘーシオドスによるとプローテシラーオスの父。

## ポルバースの子
このアクトールは、エーリス地方の王の1人ポルバースと、エペイオスの娘ヒュルミーネーの子で、アウゲイアース、ティーピュスと兄弟。モーリオネーとの間に、モリオネと呼ばれる双子の兄弟エウリュトスとクテアトスをもうけた。彼らの本当の父はポセイドーンであるとも、生まれてきた子供は結合双生児であったともとも言われる。
シケリアのディオドーロスによると、父ポルバースはもともとテッサリアー地方のラピテース族の王であったが、後にエーリス地方の王アレクトールに招かれて王権を分け与えられ、アクトールは兄弟のアウゲイアースとともにその後を継いだ。一方、パウサニアースはディオドーロスと似た系譜伝承を述べているが、アクトールとアウゲイアースを兄弟としていない。またエーリス地方の王の1人アマリュンケウスをテッサリアー地方の出身とする一方で、アクトールの一族をエーリス地方の出身としている。
なお、アクトールは母の名前にちなんだ都市ヒュルミーネーを建設したと伝えられている。

## アカストスの子
このアクトールは、テッサリアー地方の都市イオールコスの王アカストスの子である。アルゴナウタイの1人。誤ってペーレウスに殺された。

## アゼオスの子
このアクトールは、プリクソスの子孫にあたるオルコメノス王クリュメノスの子アゼオスの子で、娘アステュオケーの父。アステュオケーはアレースとの間にアスカラポスとイアルメノスを生んだ。

## オイノプスの子
このアクトールは、アイスキュロスの悲劇『テーバイ攻めの七将』によるとテーバイ人オイノプスの子で、ヒュペルビオスと兄弟。テーバイがアドラーストス率いる七将の攻撃を受けたとき、ヒュペルビオスがオンカ・アテーナーの門でヒッポメドーンと戦ったのに対し、アクトールはアムピーオーン王の墳墓に近い北の門でパルテノパイオスと戦った。

## アイネイアースの部下
このアクトールは、アイネイアースの部下である。トロイア陥落後、アイネイアースに従ってイタリアまで航海した。ラティウムの武将ウォルケンスとの戦いでエウリュアロスが戦死したとき、その母がひどく嘆き悲しんだ。そのためイーリオネウスとアスカニオスの命で、イーダイオスとともに彼女を城壁から引き離して屋根のある場所まで運んだ。

## その他の人物
- ピーネウスの部下エウリュトスの父[46]。
- 一説によるとアンカイオスの父、アガペーノールの祖父[47]
- ラピテース族の戦士。ケンタウロスのクラニスに殺された[48]。
- ヒッパソスの子。アルゴナウタイの1人[6][12]。
- ヘーラクレースとアマゾーン族との戦いで死んだステネロスの父[49]。
- テーバイ攻めの七将のもとで戦った戦士。アムピアラーオスを呑み込んだ大地の裂け目を目撃した[50]。
- オイディプースの娘アンティゴネーに仕えたテーバイ出身の老僕[51]。
- エウドーロスの母ポリュメーレーと結婚したエケクレースの父[52]。
- ピロクテーテースが放置されたときのレームノス島の王[53]。
- ペーネロペーの寝室の番をする侍女（欠名）の父[54]。
- アウルンキ人の戦士[55]。トゥルヌスと戦って敗れ、槍を奪われた[56]。